# قتانلو (دودانغة)
قتانلو (بالفارسية: قتانلو) هي منطقة سكنية تقع في إيران في قسم دودانغة الریفي. يقدر عدد سكانها بـ 177 نسمة.